# Фаршад Нур
Фаршад Нур (перс. فرشاد نور, нар. 2 жовтня 1994, Мазарі-Шариф, Афганістан) — афганський футболіст, півзахисник кіпрського клубу «Неа Саламіна» та національної збірної Афганістану.

## Клубна кар'єра
Футболом розпочав займатися у клубі «Вільгеьміна Бойз».

### ПСВ
Фаршад приєднався до юнацької академії ПСП у сезоні 2004/05 років. 15 лютого 2013 року підписав з ПСВ свій перший професіональний контракт. У складі «Йонг ПСВ» дебютував 3 серпня 2013 року в поєдинку Еерстедивізі проти роттердамської «Спарти». Дебютним голом за «молодь» ПСВ відзначився 20 вересня 2013 року у воротах «Ден Босх». Зіграв 66 матчів та відзначився 3-а голами, після чого залишив ПСВ та приєднався до «Роди».

### «Рода»
7 серпня 2015 року Нур підписав 1-річний контракт з «Родою». Після переходу в нову команду, в першій частині сезону був визнаний найкращим гравцем клубу. Свою майстерність продемонстрував у поєдинку проти «Гераклеса», де відзначився результативною передачею. Перші чотири тури чемпіонату відіграв у стартовому складі без замін. По завершенні вдалої для себе першої частини сезону отримав травму. 19 травня 2016 року Рода продовжила контракт з Фаршадом до літа 2017 року. Після вдалого дебютного сезону, у сезоні 2016/17 років Нур на футбольному полі з'являвся рідко. Зрештою, керівники «Роди» та Нур домовилися проте, що для отримання більшої кількості ігрового часу афганець повинен вирушити в оренду до іншого клубу або ж взагалі залишити команду.

### «Камбюр»
19 січня 2017 року «Рода» оголосила про оренду Фршада «Камбюром» до літа 2017 року. Дебют афганця у новій команді припав на переможний (2:0) поєдинок проти його колишньої команди «Йонг ПСВ», в якому Фаршад відзначився гольовою передачею.

### «Ескільстуна»
28 липня 2017 року Нур підписав піврічний контракт зі шведським клубом «АФК Ескільстуна». У новій команді дебютував 13 серпня 2017 року в нічийному (1:1) виїзному поєдинку проти АІКа. Він замінив Омара Еддарі на 61-й хвилині матчу.

### «Неа Саламіна»
У січні 2018 року Нур підписав контракт з представником Першого дивізіону Кіпру ФК «Неа Саламіна». У кіпрському чемпіонаті дебютував 21 січня 2018 року в переможному (3:0) домашньому поєдинку проти «Пафосу». Він вийшов на поле на 67-й хвилині, замінивши Елестейра Рейнольдса. Дебютним голом у національному чемпіонаті відзначився 10 березня 2018 року у розгромному переможному (6:2) поєдинку проти «Докси». Відзначився голами на 58-й та 84-х хвилинах матчу.

## Кар'єра в збірній

### Нідерланди
Дебютував за юнацьку збірну Нідерландів U-17 у товариському поєдинку проти однолітків з Італії.

### Афганістан
Спочатку отримав запрошення до тренувального табору національної команди в катарській Досі. Дебютував у футболці національної збірної Афганістану 23 березня 2017 року в переможному (2:1) товариському поєдинку проти Сінгапуру. На офіційному рівні за афганську збірну дебютував у поєдинку кваліфікації кубку Азії 2019 року проти В'єтнаму.

## Статистика виступів

### Клубна
| Клубні виступи    | Клубні виступи    | Клубні виступи    | Чемпіонат | Чемпіонат | Кубок      | Кубок      | Континентальні | Континентальні | Інші  | Інші  | Загалом | Загалом |
| Сезон             | Клуб              | Ліга              | Матчі     | Голи      | Матчі      | Голи       | Матчі          | Голи           | Матчі | Голи  | Матчі   | Голи    |
| Нідерланди        | Нідерланди        | Нідерланди        | Чемпіонат | Чемпіонат | Кубок КНВБ | Кубок КНВБ | Єврокубки1     | Єврокубки1     | Інші2 | Інші2 | Загалом | Загалом |
| ----------------- | ----------------- | ----------------- | --------- | --------- | ---------- | ---------- | -------------- | -------------- | ----- | ----- | ------- | ------- |
| 2013–14           | Йонг ПСВ          | Еерстедивізі      | 29        | 1         | —          | —          | —              | —              | —     | —     | 29      | 1       |
| 2014–15           | Йонг ПСВ          | Еерстедивізі      | 37        | 2         | —          | —          | —              | —              | —     | —     | 37      | 2       |
| 2015–16           | «Рода» (Керкраде) | Ередивізі         | 12        | 0         | 1          | 0          | —              | —              | —     | —     | 13      | 0       |
| 2016–17           | «Рода» (Керкраде) | Ередивізі         | 14        | 0         | 1          | 0          | —              | —              | —     | —     | 15      | 0       |
| 2016–17           | «Камбюр»          | Еерстедивізі      | 1         | 0         | 2          | 0          | —              | —              | —     | —     | 3       | 0       |
| 2017              | «АФК Ескільстуна» | Аллсвенскан       | 8         | 1         | —          | —          | —              | —              | —     | —     | 8       | 1       |
| Загалом           | Нідерланди        | Нідерланди        | 93        | 3         | 4          | 0          | —              | —              | —     | —     | 97      | 3       |
| Загалом           | Швеція            | Швеція            | 8         | 1         | —          | —          | —              | —              | —     | —     | 8       | 1       |
| Усього за кар'єру | Усього за кар'єру | Усього за кар'єру | 101       | 4         | 4          | 0          | —              | —              | —     | —     | 105     | 4       |

Статистика станом на 17 грудня 2017
1 Включаючи матчі Ліги чемпіонів УЄФА та Ліги Європи УЄФА.
2 Включаючи матчі Кубку Йогана Кройфа.

### У збірній

#### По роках
| національна збірна Афганістану | національна збірна Афганістану | національна збірна Афганістану |
| Рік                            | Матчі                          | Голи                           |
| ------------------------------ | ------------------------------ | ------------------------------ |
| 2017                           | 8                              | 0                              |
| 2018                           | 3                              | 0                              |
| 2019                           | 5                              | 1                              |
| Загалом                        | 16                             | 1                              |

Станом на 10 вересня 2019

#### По матчах
| Дата       | Місто             | Господарі  | Результат | Гості      | Турнір         | Голи | Примітки |
| ---------- | ----------------- | ---------- | --------- | ---------- | -------------- | ---- | -------- |
| 23-3-2017  | Ель-Вакра (місто) | Афганістан | 2 – 1     | Сінгапур   | Товариський    | -    |          |
| 28-3-2017  | Душанбе           | Афганістан | 1 – 1     | В'єтнам    | Кв. Кубку Азії | -    | 89'      |
| 6-6-2017   | Дубай (місто)     | Афганістан | 2 – 1     | Мальдіви   | Товариський    | -    | 92'      |
| 13-6-2017  | Пномпень          | Камбоджа   | 1 – 0     | Афганістан | Кв. Кубку Азії | -    |          |
| 30-8-2017  | Маскат            | Оман       | 2 – 0     | Афганістан | Товариський    | -    |          |
| 5-9-2017   | Амман             | Йорданія   | 4 – 1     | Афганістан | Кв. Кубку Азії | -    | 84'      |
| 10-10-2017 | Душанбе           | Афганістан | 3 – 3     | Йорданія   | Кв. Кубку Азії | -    |          |
| 14-11-2017 | Ханой             | В'єтнам    | 0 – 0     | Афганістан | Кв. Кубку Азії | -    |          |
| Усього     |                   | Матчів     | 8         |            | Голів          | 0    |          |

#### Голи за збірну
Рахунок та результат збірної Афганістану в таблиці подано на першому місці.
| #  | Дата            | Місце                       | Суперник  | Рахунок | Результат | Змагання                           |
| -- | --------------- | --------------------------- | --------- | ------- | --------- | ---------------------------------- |
| 1. | 10 вересня 2019 | Памір, Душанбе, Таджикистан | Бангладеш | 1–0     | 1–0       | кваліфікація чемпіонату світу 2022 |

## Особисте життя
Народився в афганському місті Мазарі-Шариф. Коли Фаршаду виповнилося 5 років його батьки, втікаючи від війни, емігрували з країни. Зараз вони проживають в нідерландському місті Бест.